# Боґу

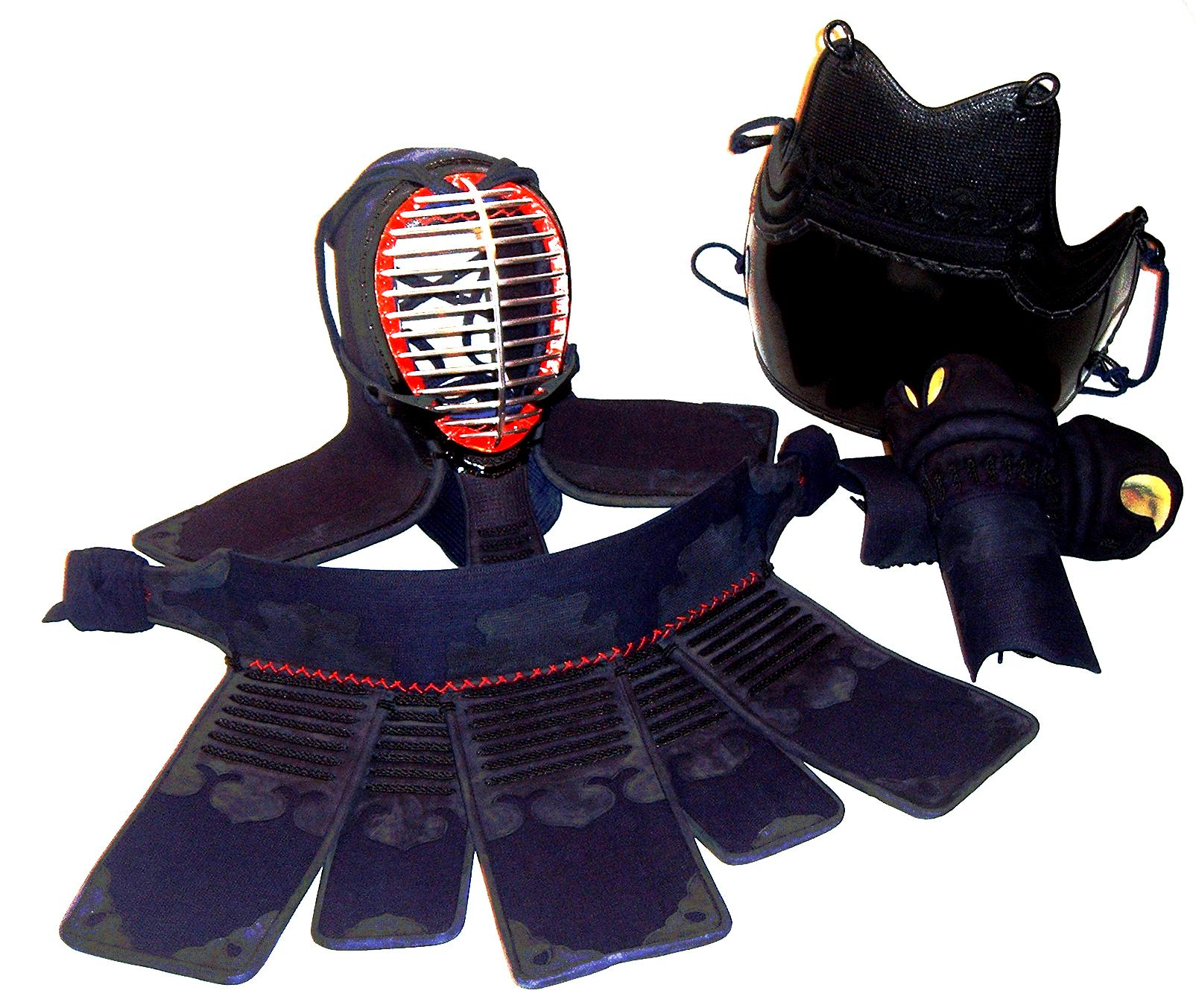
Обладунок боґу для кендо

Боґу (яп. 防具 — боґу, «захисне обладнання») — захисний обладунок, який використовується у японських традиційних видах спорту — кендо і наґіната. Складається з:
- Захисного шолому-маски мен (面);
- Захисного нагрудника-кіраси до (胴);
- Захисних рукавиць коте (小手);
- Захисного поясу таре (垂れ);
- Захисних наголінників сунеате (脛当て) — використовуються лише у фехтуванні наґінатою

Мен захищає голову, обличчя і шию. Виготовляється з метаевої рішітчатої маски, тканини і шкіри. Він закріплюється за допомогою шнурів. Неприкритим залишається карк.
До захищає торс (корпус) фехтувальника. Виготовляється з пластику або лакованого бамбука, та шкіри. До закріплюється за допомогою шнурів.
Коте захищають пальці, зап'ястя і кисть. Виготовляються з цупкої шкіри. Кріпляться з допомогою шнурів.
Таре є поясом-фартухом, який захищає пах фехтувальника. Виготовляється з тканини і шкіри.